# Triumfetta cucullata
Triumfetta cucullata là một loài thực vật có hoa trong họ Cẩm quỳ. Loài này được Fernald miêu tả khoa học đầu tiên năm 1895.